# Dodekanez
Dodekanez (grčki: Dodekánisa, to je grčka složenica od riječi (δώδεκα, dodeka): dvanaest i (νῆσος, nesos): otok, a znači dvanest otoka. To je otočna skupina od 15 većih i 150 manjih grčkih otoka u Egejskom moru. Otočje se nalazi jugozapadno od Turske, južno od otoka Samos a sjeveroistočno od otoka Kreta.  
To je otočje bogate i burne prošlosti, s velikim brojem povijesnih spomenika; crkava iz bizantskog perioda i srednjovjekovnih utvrda.
Današnja prefektura Dodekanez, je dio Periferije Južni Egej. Ova Prefektura ima 163 otoka, od kojih su 26 naseljeni.  Dvanaest najvećih po kojima je otočje dobilo ime su; Rod (ovo je bio središni otok ovog arhipelaga, sa kojeg se je kontroliralo cijelo otočje), Kos, Patmos, Astipalea, Kalimnos, Karpatos, Kasos, Leros, Niziron, Simi, Tilos i Kastelorizo (ovaj posljednji otok leži zapravo u Sredozemnom moru). Ostali značajni otoci ovog otočja su; Agatonisi, Kalki, Lipsi, Pserimos i Telendos.  

## Povijest

### Od prapovijesti do arhajskog doba
Otoci Dodekanez ljudsko su stanište još od prapovijesti.
U vrijeme minojske kulture na Kretii otočje je potpalo u minojski kulturni krug. Nakon propasti minojske kulture, otocima su vladali Ahejci od 1400 pr. n. e., sve do dolaska Dorana koje se zbilo oko 1100. god. pr. n. e. Od tog vremena otoci počinju živjeti svojim posebnim životom, izgrađujući svoje gospodarstvo i kulturu kroz stoljeća.
Za ranog arhajskog razdoblja otoci Rodos i Kos postali su najznačajniji u arhipelagu, u 6 st. pr. Kr. Dorani su osnovali tri najznačajnija grada na otoku Rodos (Lindos, Kameiros i Ialisos). Ovi gradovi zajedno s gradom Knidos na otoku Kos i gradom Halikarnas na kopnu u Maloj Aziji, tvorili su takozvane gradove Dorskog Hexapolisa.

### Za klasičnog razdoblja
Razvoj otoka je prekinut je oko 499. pr. Kr. Grčko-perzijskim ratovima, za vrijeme kojih su otoke na kraće vrijeme zauzeli Perzijanci. Želivši se obraniti od Perzijanaca otočki polisi pridružili su se Ateni i Delskom savezu kojom je ona dominirala 478. pr. Kr., Nakon izbijanja Peloponeskog rata 431. pr. Kr., otočani su ostali neutralni iako su službeno još uvijek bili u Delskom savezu.
Nakon kraja Peloponeskih ratova 404. pr. Kr., otočje Dodekanez koje nije bilo ni uključeno u te sukobe imalo je relativan mir i prosperitet. 408. pr. Kr., tri grada na otoku Rodos su se ujedinila u jednu državu - polis, i izgradila novu prijestolnicu na sjevernom dijelu otoka po imenu Rodos. Ovaj ujedinjeni Rodos postao je sjedište ove regije sljedeća tisuljeća.  I ostali otoci su imali uspješan razvoj, posebice otok Kos koji je postao središte za onovjekovnu medicinu koju je osnovao Hipokrat.
Nakon Peloponeskih ratova cijela Grčka je oslabila, osobito vojno.
Tako da su 357. pr. Kr. otoci podlegli invaziji maloazijskog kralja Mauzola iz Kariji, a potom i invaziji Perzijanaca 340. pr. Kr.
Ova druga vlast Perzijanaca nad otočjem nije dugo trajala jer ih je uskoro pobijedio Aleksandar Veliki 332. pr. Kr., što je otočanima značilo oslobođenje.
Nakon smrti Aleksandra Velikog, otočje a i sam grad Rodos podijelili su mnogobrojni generali između sebe. Otočje je potom izgradilo dobre trgovačke odnose s Ptolemejskim Egiptom, i zajedno s njima osnovalo Rodosko-Egipatski savez, koji je kontrolirao promet i trgovinu nad cijelim Egejom u 3. st. pr. Kr. Predvođen Rodosom, otočje je postalo pomorsko, trgovačko i kulturno središte tog dijela Sredozemlja. Kovanice s Rodosa bile su moneta po cijelom Sredozemlju, a otočke škole filozofije, književnosti i retorike postale su slavne. Tada je 304. pr. Kr. izgrađen Kolos s otoka Roda, kip koji je simbolizirao bogatstvo i snagu Rodosa i otočja.
Godine 164. pr. Kr., Rodos je potpisao mirovni ugovor s Rimskim Carstvom, i otočje je postalo rimski saveznik s velikom autonomijom. Grad Rodos ubrzo je postao veliki obrazovno središte za školovanje djece iz bogatih rimskih obitelji.
Taj idiličan odnos prekinut je 42. pr. Kr., nakon turbulentnih događaja poslije ubojstva Julija Cazara 44. pr. Kr., nakon kojeg je Rim napao i porobio otoke. Tek od tog vremena otoci su postali zaista dio Rimskog Carstva. Titus je grad Rodos proglasio glavnim gradom Provincia Insularum, a nakon toga su otoci ujedinjeni s Kretom i tvorili su 18. provinciju Rimskog Carstva.
U 1. stoljeću Sveti Pavao posjetio je otoke dvaput, a Sveti Ivan Evanđelist posjetio je otoke više puta. Oni su osobno djelovali na širenju kršćanstva po otočju i uspjeli obratiti većinu stanovnika.  
Sveti Ivan Evanđelist je najvjerojatnije za vrijeme jednog od svojih boravaka na otočju na Patmosu, napisao proročku knjigu Otkrivenje.

### Srednji vijek
Nakon podjele Rimskog Carstva 395. na Istočno i Zapadno Carstvo, otočje je postalo dio Istočnog Carstva, koje se postupno pretvorilo u Bizant. Bizant je vladao otočjem (pored brojnih navala) gotovo tisuću godina, njegova vladavina vidljiva je u brojnim sakralnim objektima kojima je otočje bogato. Od VIII st. n.e. otočje se počelo zvati Dodekanez, a tada se počela javljati i jačati lokalna vlast na otočju, koja se počela osamostaljivati od središnje vlasti u Konstantinopolisu.
Od XIII. st, za Četvrtog križarskog rata, talijanski gradovi države počeli su invaziju na pojedine dijelove Dodekaneza koji su bili pod nominalnom vlašću Nicejskog Carstva.
mletačke obitelji Querini, Cornaro i đenoveška obitelj Vignoli, uspjele su ovladati pojedinim otocima na kratko vrijeme. Dok su Bazilijevi redovnici vladali otocima Patmos i Leros.  
U XIV st., Bizant je bitno oslabio te su malteški vitezovi najprije zauzeli Rodos 1309. god., a potom su zauzeli i ostale otoke u sljedećim desetljećima. Od Rodosa su napravili svoju snažnu utvrdu, s brojnim utvrdama, a i na ostalim otocima izgradili su utvrde. Ova predostrožnost nije bila bez osnove, jer su utvrđenja izdržala napad na otočje vojske sultana iz Egipta 1444. god., i veliku invaziju pod vodstvom Mehmeda II. Osvajača 1480. godine. Ipak, na kraju ih je 1522. godine porazio Sulejman Veličanstveni, kada je zauzeta i citadela u Rodosu. Ostali otoci pali su pod otomansku vlast u godinu dana, preostali Ivanovci povukli su se na Maltu.

### Za vrijeme otomanske vlasti
Nakon toga Otomansko carstvo vladalo je otočjem gotovo četiri stoljeća. Od otočja su oformili  Otočki Vilajet. Stanovnicima otočja ostavili su neke ranije stečene povlastice. Sulejmanovim carskim fermanom, bili su obavezni plaćali poseban porez, ali su zato za uzvrat imali neka posebna prava na izvjesni tip autonomije. Taj ferman branio je otomanskim vlastodršcima da se mješaju u njihove građanske poslove, a štitio je stanovništvo i od prevelike samovolje upravnih vlasti. Ove garancije i dobar položaj otoka u Sredozemnom moru za trgovinu, omogućio je otočanima relativno prosperitetni život. 
I pored simpatija većinskog grčkog stanovništva na otočju (jedino u otoci Rodos i Kos imali tursko stanovništvo) prema Grčkoj deklaraciji o neovisnosti iz 1822. god., otočani se nisu pridružili Grčkom ratu za nezavisnost, već su nastavili živjeti u svom poluautonomnom statusu kao trgovci po čitavom Egejskom moru ali unutar Otomanskog carstva. Veliki broj palača i objekata podignutih u tom razdoblju na otočju, kazuje nam da im se to ekonomski isplatilo.

### Za talijanske uprave
Za vrijeme Talijansko-turskog rata za obližnju Libiju, otočje je konačno proglasilo neovisnost od Otomanskog carstva 1912. god., i proglasilo se nezavisnom Federacijom otočja Dodekanez. Ovu tek stvorenu državu ubrzo je okupirala Kraljevina Italija (osim otoka Kastelorizo, kojeg su zauzeli Francuzi). Italija je silno željela ovladati utvrdom u gradu Rodosu, tako da može kontrolirati pomorski promet između Turske i Libije.
Nakon Talijansko-turskog rata, Italija je nastavila vladati otočjem, jer im je to omogućeno Prvim mirovnim sporazumom iz Lausanne.
Nakon talijanske objave rata Otomanskom carstvu (21. kolovoza 1915.), talijanska okupacija otoka je nastavljena.
U tijeku Prvi svjetski rat, Italija je bila na strani sila Antante i otočje je postalo važna pomarska baza za Britanske i Francuske brodove, koji su s Dodekaneza počinjali svoje brojne vojne kampanje, od kojih je najpoznatija desant na Galipolje. 
Po okončanju rata potpisan je Talijansko-grčki sporazum (Tittoni-Venizelos) 29. srpnja 1919. kojim su manji otoci pridruženi Grčkoj, dok je Rodos ostao talijanski. Italija je po tom sporazumu trebala dobiti u zamjenu za te ustupke jugozapadnu Anatoliju zajedno s područjem grada Antalia. 
Grci su izgubili u ratu za Anadoliju 1919. – 1922. i taj dogovor je bilo nemoguće ispoštovati. Tako su u skladu s Mirovnim ugovorom iz Lausanne otoci Dodekanez, službeno anektirana Italija, kao Talijanski posjedi u Egeju (Possedimenti Italiani dell'Egeo).
Nakon aneksije toka Mussolini je odobrio plan za talijanizaciju otočja želivši da Rodos postane most za širenje talijanske kulture po Levantu.  
Ipak ovaj fašistički program imao je i svoje pozitivne strane, a one su bile; modernizacija otoka, uspostava modernog katastra, odstranjivanje malarije, izgradnja bolnica, vodovoda, električne centrale kojom je osvijetljen električnom rasvjetom grad Rodos. Potpuno je obnovljen glavni dvor malteških vitezova.
Između 1936. do 1940. god. talijanski guverner Dodekaneza Cesare Maria De Vecchi provodio je politiku italinizacije otočja, favorizirajući službenu uporabu talijanskog jezika, koju je prekinuo Drugi svjetski rat. Po popisu stanovništva iz 1936. kojeg je provela talijanska uprava otočja Dodekanez, na otočju je živjelo 129,135 stanovnika, od kojih su 7,015 bili talijani.
Za vrijeme Drugog svjetskog rata, Italija je bila na strani Sila osovine, i koristila je otočje kao odskočnu dasku za invaziju na otok Kretu 1940. god.
Nakon kapitulacije Italije u rujnu 1943. god., otočje je postalo poprište borbi između snaga Trećeg Reicha i Saveznika, kojima su se pridružili i Talijani. Nijemci su pobijedili u borbama za Dodekanez, i držali otoke pod svojom kontrolom sve do kraja rata 1945. godine (iz kontinentalne Grčke su izbačeni još 1944. god.).
Za vrijeme nacističke okupacije otočja židovska populacija doživjela je Holokaust, 6,000 ih je pobijeno. Jedna manja grupa od 1200 židova (koji su govorili jezik Ladino) uspjela se spasiti tako što su pobjegli u obližnju Tursku.

### Nakon drugog svjetskog rata
Nakon rata otočje je postalo pod britanskom vojnom okupacijom i upravom, ali se britanci nisu miješali u civilne poslove i dozvolili su postupno ujedinjenje otoka s ostalom Grčkom na svim poljima.
I pored teritorijalnih zahtjeva Turske nad otočjem, ono se službeno ujedinilo s Grčkom Mirovnim ugovorom s Italijom 1947. godine.

## Veći otoci Dodekaneza
- Agatonisi
- Alimia
- Arki
- Astipalea
- Kalki
- Farmakonisi
- Giali
- Kalimnos
- Karpatos
- Kasos
- Kastelorizo
- Kinaros
- Kos
- Leros
- Levitha
- Lipsi
- Nimos
- Niziron
- Patmos
- Pserimos
- Rod
- Saria
- Simi
- Sirna
- Telendos
- Tilos

## Vanjske poveznice
- Dodekanez (njem.)
- Dodekanez/osobne stranice (njem.)